# セントラル・パシフィック・バンク
セントラル・パシフィック・バンク（英語: Central Pacific Bank）は、アメリカ合衆国ハワイ州ホノルルに本社を置く銀行で、ハワイ州第3位の銀行である。1954年に日系人らが中心となり創業し、現在はニューヨーク証券取引所上場企業であるセントラル・パシフィック・ファイナンシャル・コーポレーション（en:Central Pacific Financial Corporation、CPF）の子会社組織になっている。最近CPFは、City Bank of Honoluluの支店も買っている。 

## 同業他社
ハワイ州に本社がある銀行は支店も多く、個人・企業相手に手広く業務を展開している。 
- ファースト・ハワイアン・バンク
- バンク・オブ・ハワイ
- アメリカンセービング銀行
- 連邦信用組合 (Federal Credit Unions：Hawaii State Federal Credit Union、HawaiiUSA Federal Credit Union、Aloha Pacific Federal Credit Union、HFS Federal Credit Union、ハワイコミュニティー連邦信用組合など) [4] [5] [6]

ハワイ州以外に本社がある銀行はハワイ州では店舗も少なく、おもに企業相手に業務を行っている。